# Civilització ciclàdica
La civilització ciclàdica (també coneguda com a cultura ciclàdica o període ciclàdic) és una cultura de l'edat del bronze establerta a les illes Cíclades del mar Egeu, que abasta aproximadament el període que va del 3000 aC al 2000 aC. L'arxipèlag de les Cíclades és situat enmig de l'Egeu, entre les illes Espòrades i Creta, i entre les penínsules del Peloponès i Anatòlia. El nom d'aquest grup d'illes deriva de la disposició aproximadament circular (kyklos en grec significa 'cercle') al voltant de Delos, l'illa sagrada on, segons la mitologia grega, va néixer Apol·lo, i són les següents: Míkonos, Paros, Melos o Milos, Sifnos, Amorgos, Tinos, Sèrifos, Naxos i Santorí. En aquestes petites illes de l'Egeu va florir una civilització, anterior en gairebé dos mil anys a la grega, que ens ha deixat centenars de figures de marbre, la major part femenines.

## Història

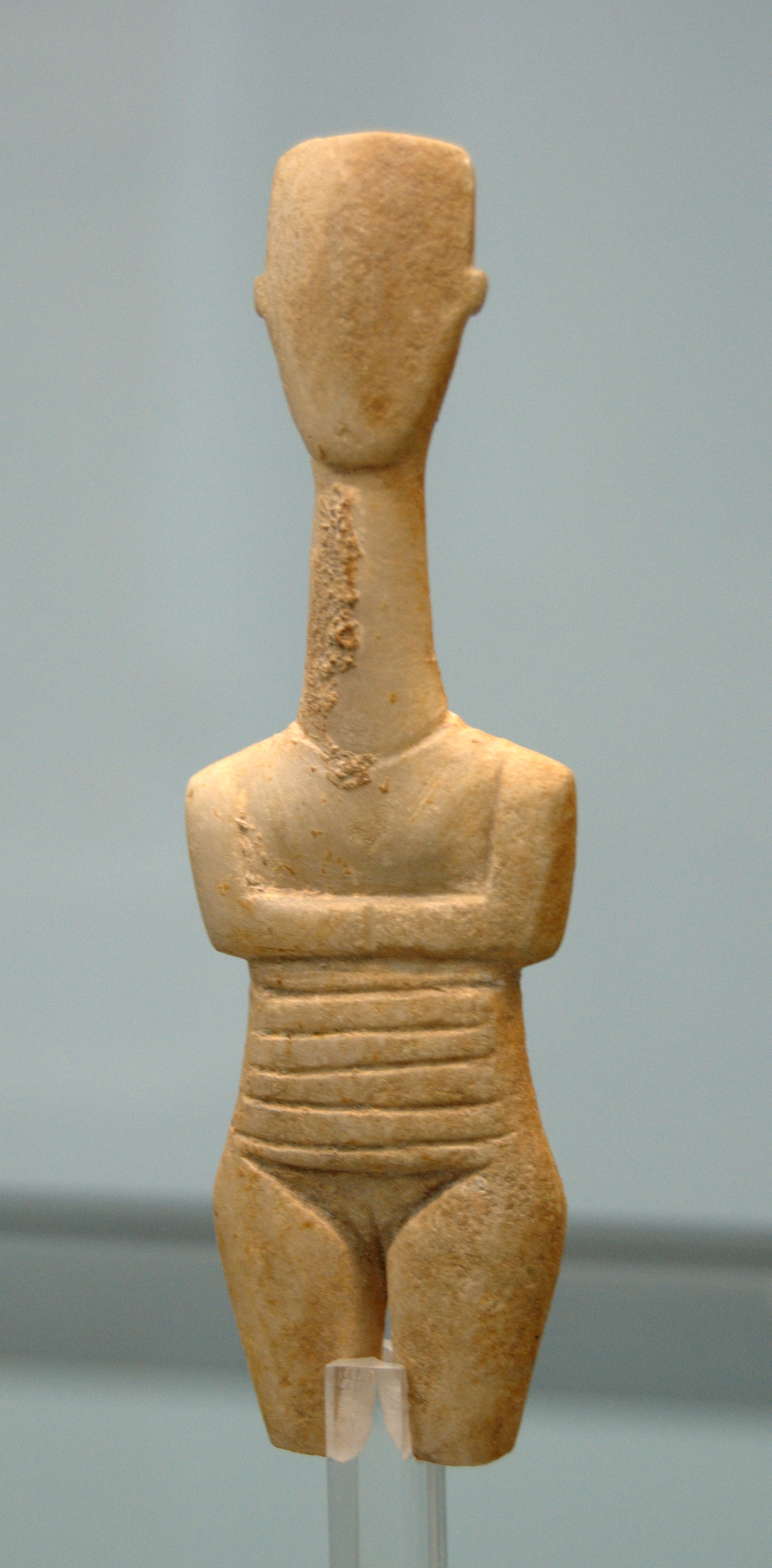
Figura de dona embarassada (III mil·lenni aC)

La rellevant cultura ciclàdica, que abasta des del Neolític final fins a l'edat del bronze antic, és coneguda especialment pels ídols femenins llisos tallats en marbre blanc pur, segles abans de la gran civilització minoica del bronze mitjà sorgida a Creta, més al sud. Des del començament del segle xx, per satisfer el creixent mercat d'antiguitats ciclàdiques, les estatuetes foren saquejades dels enterraments.
La ciclàdica és una cultura neolítica molt característica, que amalgama elements anatòlics i del continent hel·lènic de l'Egeu occidental, que es remunta al període anterior al 4000 aC, basada en el blat conegut com a pisana (Triticum dicoccum) i l'ordi silvestre, la cria d'ovelles, cabres i porcs, i la pesca de la tonyina, peix que els habitants de les Cíclades pescaven amb arpó des de petits vaixells, segons el professor Jeremy B. Rutter. Alguns jaciments excavats com els de Saliagós i Kefala (a l'illa de Kea) mostren signes de treball del coure. Aquestes petites illes ciclàdiques allotjaven amb prou feines uns pocs milers d'habitants cadascuna, encara que hi ha maquetes de vaixells provinents del període ciclàdic final que ens mostren que podien arribar a tenir fins a cinquanta remers cadascun (Rutter).
Per la posició geogràfica com una mena de pont entre Europa i Àsia, per la riquesa del subsol i per la relativa suavitat del clima, les Cíclades van ser el bressol d'una civilització notable.
Ens consta que, en el període del bronze antic, aproximadament entre el 3000 aC i el 2000 aC, aquella civilització es va expressar amb una notable originalitat. I això malgrat que la facilitat de comunicació amb les zones riberenques de la Mediterrània oferia als habitants d'aquestes illes la possibilitat d'absorbir tota mena d'influxos culturals forans.
La civilització ciclàdica es va mantenir durant segles fins més enllà del 2000 aC, si bé, arran del sorgiment de l'altament organitzada cultura palatina de Creta, les illes entren en un període de decadència, amb l'excepció de Delos, que va conservar la seva arcaica reputació com a santuari durant el període de la civilització clàssica grega, ja que fou la seu de l'anomenada Lliga de Delos, una confederació o aliança militar de les polis de l'antiga Grècia per defensar-se dels perses. Més endavant, la cultura ciclàdica anirà caient sota la cada vegada més predominant influència política i artística del continent hel·lènic.
La cronologia de la civilització ciclàdica es divideix en tres seqüències o períodes principals: el ciclàdic inicial, el mitjà i el final. Després del període inicial (ca. 3000 aC) va seguir el ciclàdic mitjà (ca. 2500 aC), amb poques troballes arqueològiques. A la fi del ciclàdic final (ca. 2000 aC), hi va haver una convergència essencial entre la civilització ciclàdica i la minoica.
Però la cultura ciclàdica es podria remuntar a temps encara més remots, potser fins i tot al 7000 aC, com ho testimonia la difusió de l'obsidiana de Milos. D'aquesta illa provenen nombrosos objectes tallants d'obsidiana trobats en diferents assentaments prehistòrics de la Mediterrània oriental, especialment a la costa turca i a Tessàlia (Grècia). Certament això només demostra una freqüentació de la zona, cosa que no vol dir necessàriament que hi existís una base ben definida de civilització. De fet, els primers indicis de comunitats organitzades a les Cíclades no van més enllà del 5000 aC. I encara en el Neolític final, és a dir, a la segona meitat del mil·lenni IV aC, el grau de desenvolupament d'aquestes comunitats ciclàdiques sembla bastant limitat, sobretot si el comparem amb el dels centres de l'Orient Pròxim, com Anatòlia, Síria o Canaan. Es tractaria, segons les dades que en tenim, de petits pobles de pescadors o agricultors, de riquesa ben escassa.
En iniciar-se l'edat del bronze, però, tot comença a canviar. El desenvolupament de les activitats marineres i el conreu de la vinya són l'empenta que ajuda a la transformació de les estructures econòmiques, socials i culturals dels habitants de les illes. Els seus productes arriben a Grècia i a diverses regions de la Mediterrània oriental. Es pot parlar ja d'un veritable enlairament econòmic, que origina diferències socials. I tot això en pau, ja que els assentaments, situats majoritàriament a la costa, no són fortificats. Ho seran més endavant, quan les Cíclades caiguin dins l'òrbita de Creta, més poderosa i organitzada. Això succeirà a les acaballes del bronze antic, és a dir, a l'entorn de l'any 2000 aC.
Hi ha certes diferències entre els sistemes de datació emprats per a la civilització ciclàdica, segons siguin de tipus més aviat cultural o cronològic. Els intents de reunir-los originen diverses combinacions, la més comuna de les quals és la següent:

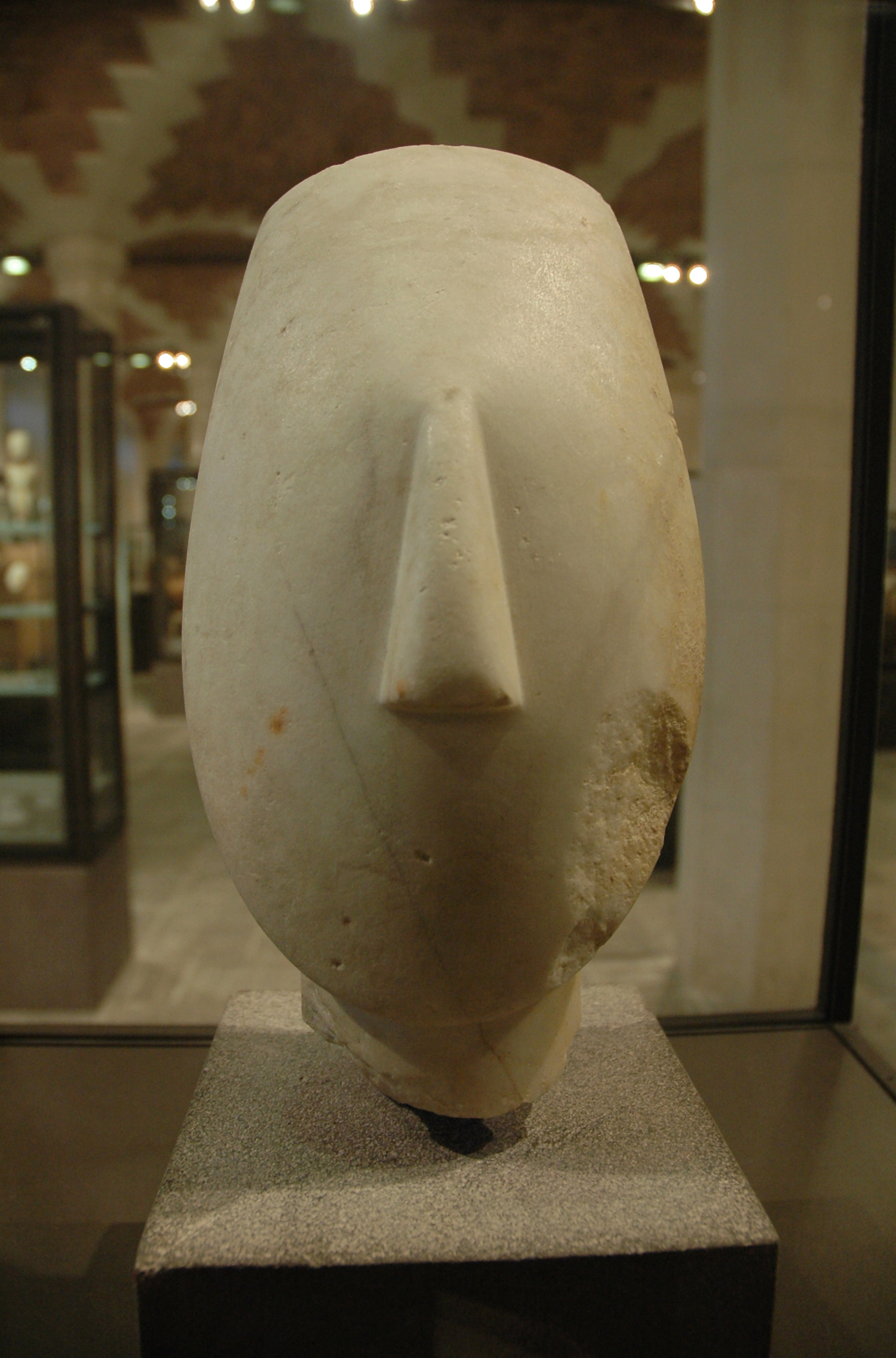
Figureta ciclàdica de marbre de la cultura de Keros

| Ciclàdic antic I                      | 3100/3000 – 2650 aC      | Grotta-Pilós        |
| Ciclàdic antic II                     | 2650 - 2450/2400 aC      | Keros-Siros         |
| Ciclàdic antic III                    | 2450/2400 - 2200/2150 aC | Kastrí              |
| Ciclàdic antic IIIB/ Ciclàdic mitjà I | 2050/2000 - 1900/1850 aC | Filakopí            |
| Ciclàdic mitjà II                     | 1900/1850 - 1700 aC      | Influència minoica  |
| Ciclàdic mitjà III                    | 1700 - 1675 aC           | Influència minoica  |
| Ciclàdic final I                      | 1675 - 1500 aC           | Influència minoica  |
| Ciclàdic final II                     | 1500 - 1450 aC           | Influència minoica  |
| Ciclàdic final III                    | 1450 - 1100 aC           | Influència micènica |

## Arqueologia

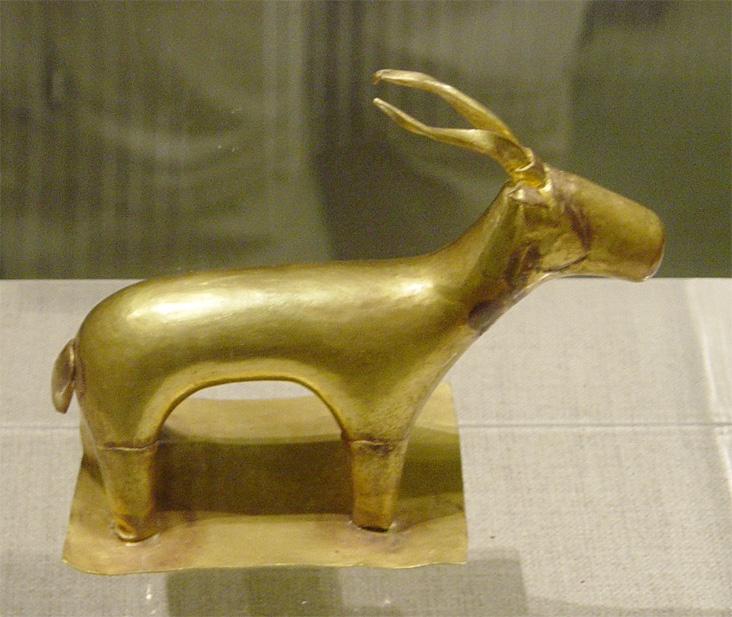
Escultura de cabra d'or (segle XVII aC)

Encara queden molts punts foscos, moltes dades per codificar i moltes hipòtesis no provades. L'estudi de la civilització ciclàdica ha estat laboriós i complex i encara no es pot donar per conclòs.
L'historiador grec Tucídides havia escrit al segle v aC: «Minos […] va dominar les Cíclades i en va colonitzar una gran part, després d'haver-ne expulsat els caris».
Aquestes paraules van cridar l'atenció de l'arqueòleg alemany Ludwig Ross, que en el segon terç del segle xix va aventurar la hipòtesi que en les sepultures prehistòriques que havia visitat a Paros, Naxos, Amorgós i Santorí, on s'havien trobat ídols i vasos de marbre, hi havia la confirmació de la presència dels caris a l'arxipèlag, un poble de pirates originari de la regió costanera de l'Àsia Menor situada entre les antigues Lídia, Lícia i Frígia. Cap al 1860, comença l'exploració dels assentaments prehistòrics de l'illa de Santorí. Però encara no es pot parlar d'investigacions pròpiament científiques, susceptibles de configurar un quadre fiable de la civilització que les troballes van delineant.
Els últims anys del segle xix, l'activitat exploratòria a les illes és molt intensa i rica en observacions que encara tenen validesa. En gran part, pel treball de l'arqueòleg grec Khristos Tsuntas, que va investigar llocs d'enterrament a diverses illes el 1898-99, sobretot a Amorgós, Paros, Andíparos, Sifnos i Siros, i va encunyar el terme civilització ciclàdica.
Però les primeres excavacions científiques són les que, el 1896, dirigeix l'Escola Britànica d'Atenes a Filakopí, a l'illa de Melos. Van incloure l'anàlisi estratigràfica del terreny i en van proporcionar resultats fiables. En concret, a Melos va poder reconèixer la presència de tres ciutats superposades, precedides per una fase encara més antiga –preurbana– i, sobretot, es comprovà que aquestes diferents fases es podien relacionar amb els estils de la ceràmica.
A partir de llavors, l'interès per a les Cíclades va disminuir, però va revifar a mitjan segle xx, quan alguns col·leccionistes van començar a cobejar les figuretes de tall modern que tant s'assemblaven a l'escultura de Jean Arp o Constantin Brâncuși. Els jaciments arqueològics foren saquejats i va sorgir-ne un comerç de falsificacions molt actiu. Així doncs, el context de moltes d'aquestes figuretes ciclàdiques ha estat destruït i el significat exacte no es podrà entendre mai del tot. Altres objectes intrigants i misteriosos són els anomenats, per la forma que tenen, «paelles ciclàdiques», de tipus decoratiu o religiós, d'ús discutit. L'arqueologia ha revelat les línies generals de la cultura agrícola i marinera que va migrar des de l'Àsia Menor cap al 5000 aC. El període ciclàdic inicial evolucionà en tres fases, entre el 3300 aC i el 2000 aC, en què fou progressivament envaït per la influència creixent de la Creta minoica.
La cultura de la Grècia continental, contemporània de la cultura ciclàdica, es coneix com el període hel·làdic.

### Origen dels habitants de les Cíclades

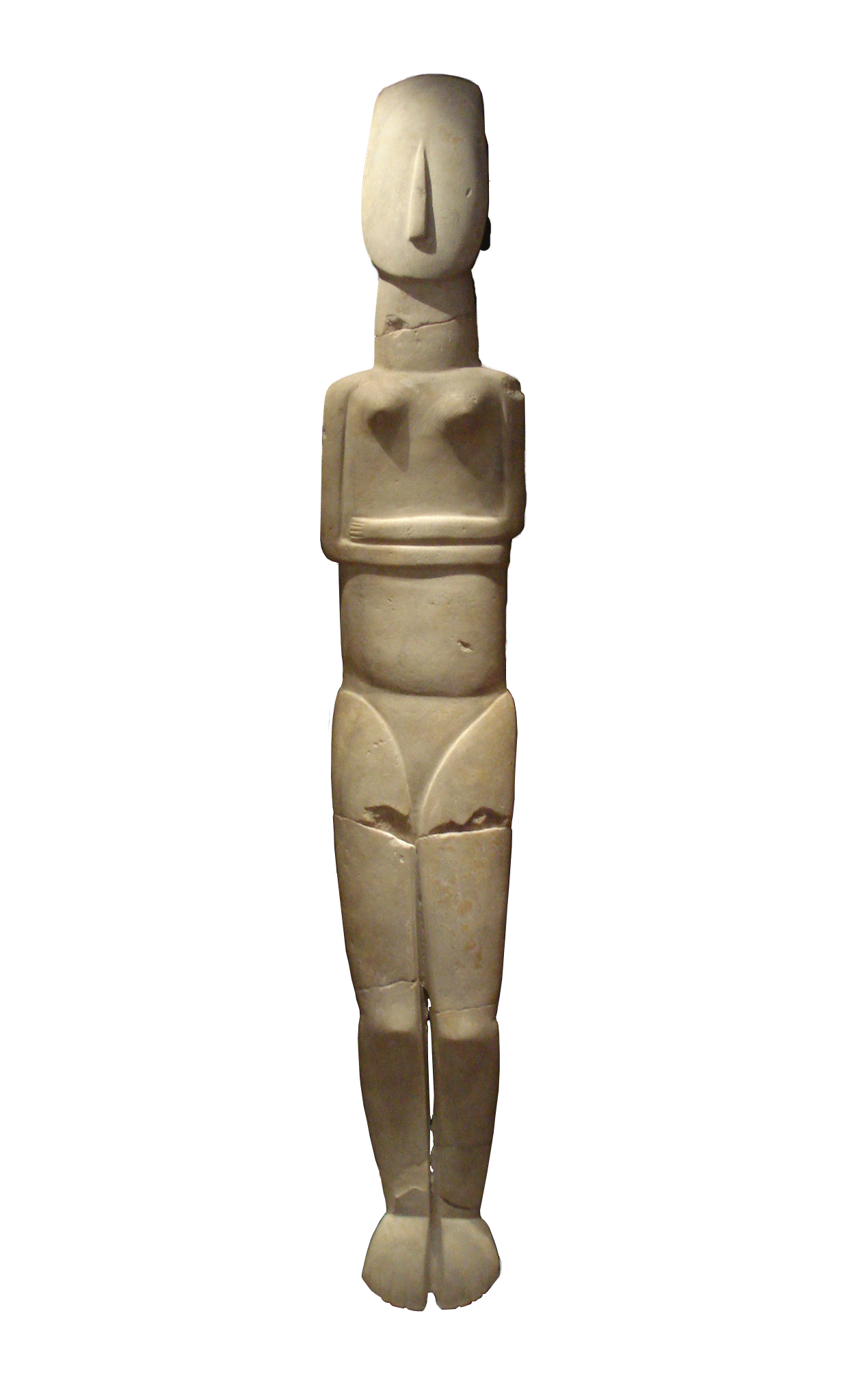
Ídol ciclàdic conservat al Museu Arqueològic Nacional d'Atenes

Un altre tema que ha originat força polèmica ha estat el de l'origen dels primers habitants de les Cíclades.
Fins a la dècada del 1950, l'absència de vestigis d'assentaments neolítics a les illes feia suposar que en aquell període no eren habitades, per tant, s'haurien poblat al voltant del 2600 aC. Però, d'on procedien, doncs, aquells primers habitants de les Cíclades? Gairebé tots els investigadors coincidien a afirmar que es tractava de grups heterogenis arribats d'Anatòlia en migracions successives, i molts assenyalaven que un dels centres de procedència, entre el 2800 aC i el 2300 aC, era la ciutat de Troia. Fos com fos, semblava cert que, en el moment d'arribar a les illes, aquells grups ja disposaven d'una civilització pròpia i definida, que després va evolucionar de manera autònoma.
Era l'única hipòtesi possible, ja que les altres no tenien cap base sòlida. Faltaven encara per sorgir altres testimonis arqueològics, i les poques referències històriques que se'n tenien, entre les quals les breus notícies de Tucídides, que va viure al segle v aC, feien referència a una època més avançada, concretament a l'expansió cretenca per l'arxipèlag ciclàdic. Segons esmenta l'historiador, en aquell temps les illes eren habitades pels caris, les armes dels quals van trobar els atenencs en més de la meitat de les tombes que van descobrir durant la «purificació» de l'illa de Delos.
Les excavacions, però, efectuades a la dècada del 1960 van fornir nous elements que invalidaren una gran part de les hipòtesis precedents. D'aquesta manera es va poder determinar que les Cíclades ja eren habitades, almenys, en els últims temps del Neolític mitjà i durant el Neolític final, és a dir, cap al 5000 aC. Així ho demostraven les troballes de Sàliagos, un illot situat entre les illes de Paros i Andíparos, entre 1964 i 1965, així com les excavacions que el 1963 es van dur a terme a Kefala, a l'illa de Kea.
Els descobriments de Sàliagos eren molt interessants. Eren restes d'habitacions de planta rectangular sobre fonaments de pedra, tancades per un mur perimetral. En aquests habitacles van aparèixer ceràmiques de formes geomètriques, de fons fosc decorat amb motius de color blanc opac, rectilinis o corbs. Aquests elements configuraven el que, a partir d'aleshores, es va anomenar cultura de Sàliagos, que englobava altres troballes de les mateixes característiques a Vuní (Andíparos), Agrilià (Melos) i Mavrispilià (Míkonos). Els materials es varen sotmetre a proves de datació mitjançant el carboni 14 (¹⁴ C). Així i en relació amb les excavacions d'Emporió a l'illa de Quios, es pogué determinar que aquesta cultura va florir al voltant del 4900 aC. S'hi van associar també puntes d'obsidiana i petites figures, tant esquemàtiques com naturalistes.
Per les mateixes dates, l'arqueòleg nord-americà John Caskey va trobar a Kefala una necròpolis amb tombes rodones, ovalades i rectangulars. En general, eren fetes amb petits murs de pedra inclinats cap al centre, encara que algunes s'havien excavat parcialment a la roca; n'hi havia d'individuals i de múltiples. Entre la runa, van sortir a la llum molts fragments ceràmics de color fosc, alguns de rogencs i d'altres d'un vermell brillant. Hi havia gerres de coll llarg i fi, tasses, una mena de cassó de forma extravagant, una estatueta obscena de terracota, etc. Atès que aquests objectes, i especialment la ceràmica fosca, mostraven característiques afins a la d'altres troballes esdevingudes a l'Àtica i a les Cíclades nord-occidentals, aquesta cultura es va denominar Àtica-Kefala. Sabem que es va desenvolupar cap al 3500 aC.
Tots aquests descobriments van ser realment importants, perquè van obligar a revisar les conclusions dels que atribuïen un origen exclusivament anatòlic a la civilització ciclàdica. Un dels principals arguments en què es basaven era la presència d'enterraments en forma de cista, però el fet que aquest tipus de tombes aparegui ja a la necròpolis de Kefala suggereix una continuïtat local. Sens dubte, hi ha certes analogies entre la civilització ciclàdica i l'anatòlica, però això no demostra que hagi estat Anatòlia la zona originària de la cultura de les Cíclades. Algunes de les formes semblen d'origen local, mentre que d'altres podrien estar lligades al continent grec.
Sobre la base dels coneixements que ofereixen les excavacions, és més senzill pensar en una evolució paral·lela de cultures anàlogues, sense que això vulgui dir que s'hagi de rebutjar l'existència de contactes més o menys ocasionals.

### Les ciutats dels vius

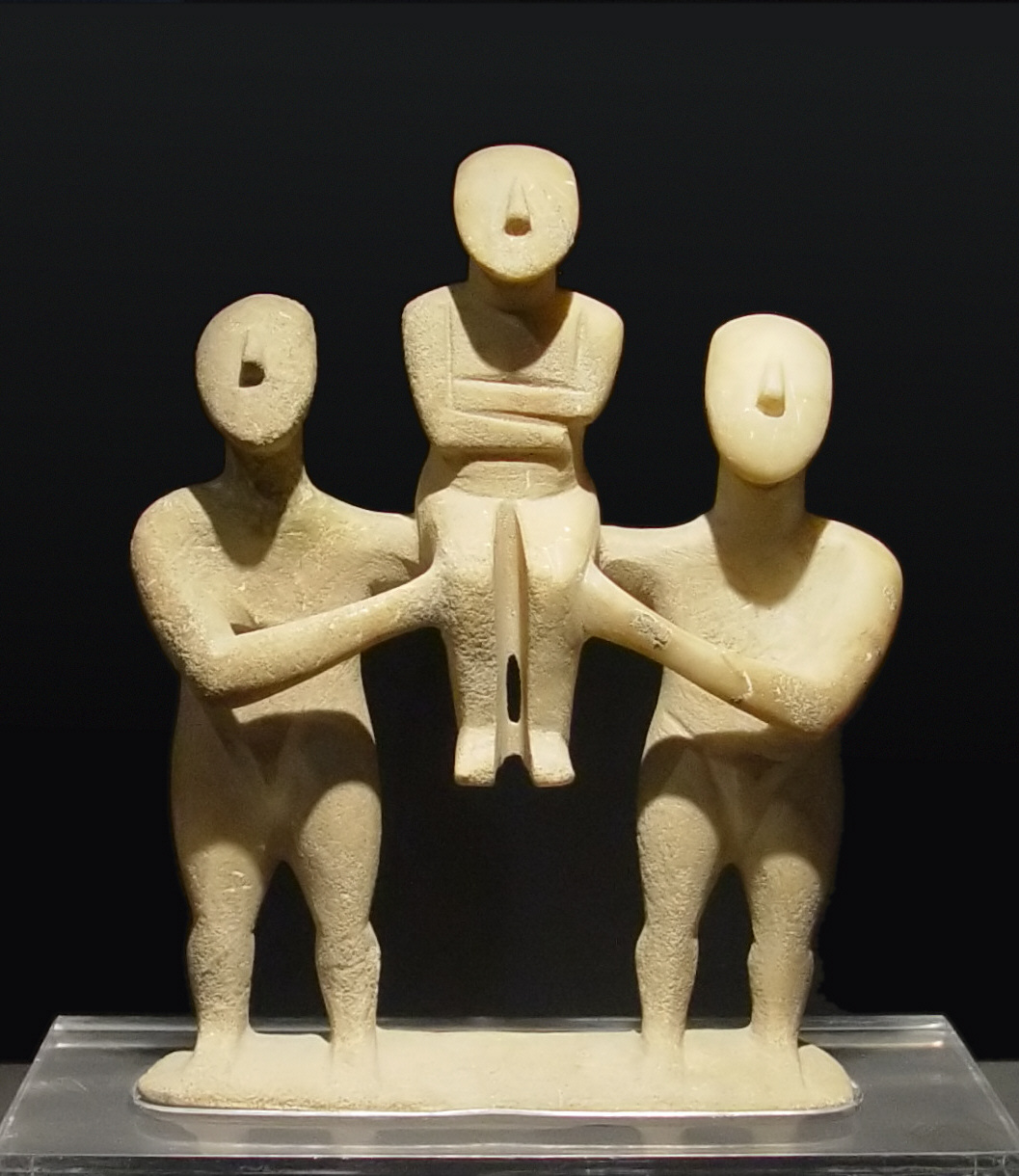
Grup de tres figuretes ciclàdiques

Disposem de dades procedents de les excavacions d'assentaments i habitatges aïllats, però no sempre són del tot fiables per les dificultats que en comporta la datació.
Les excavacions que va fer Tountas a Paros, el 1898, van treure a la llum cases de planta rectangular, dividides en dues habitacions comunicades l'una amb l'altra, la més interior de les quals acabava en un absis. El detall de l'absis sembla suggerir un record de la cabana rodona que, durant el Neolític, es va difondre per gran part de l'àrea mediterrània.
Filakopí, Santorí i Thirassia han proporcionat dades útils sobre els habitatges de les Cíclades. El geòleg francès Ferdinand André Fouqué n'estudià els situats sobre l'escullera septentrional de Thirassia. Són de planta rectangular, amb murs de pedra de lava, irregulars, units amb argamassa. S'hi han trobat altres murs que segurament es van fer amb un entramat de fusta. Els murs angulars es componen de carreus perfectament tallats i gairebé sempre de grans dimensions, superposats en filades horitzontals.

### Els murs defensius
Hi ha fortificacions a Khalandrianí (Siros), Pànormos (Naxos), Àgios Andreas (Sifnos) i Filakopí (Melos). Són fortificacions que es remunten al moment de la influència cretenca i semblen confirmar que es van construir després que l'armada de Minos n'expulsés els pirates caris com el que va escriure Tucídides.
A Filakopí II hi ha una doble muralla. Els murs que la formen són a una distància de tres metres l'un de l'altre. La part baixa de la muralla interior és una massa de terra i pedres petites sobre la qual recolzen grans blocs ciclopis. L'exterior, molt més feble, és de terra, reforçat amb fileres de pedra. A intervals més o menys regulars, les dues muralles es van unir mitjançant petits murs transversals, i els espais buits es van omplir amb grava. El conjunt té un gruix d'aproximadament sis metres. El sector més curiós de la fortificació és aquell en què es feu una porta secreta, defensada per un mur. D'aquesta manera, els assetjadors havien de recórrer un llarg tram pels bastions i, per això mateix, posar-se a l'abast dels que defensaven la ciutat.
Khalandrianí és pròpiament una acròpolis; tres dels costats són defensats per un precipici. N'hi va haver prou fortificant el quart costat amb una muralla doble, semiel·líptica, de vora 60 metres. Del mur extern, el més feble, en queden un parell de fileres de pedres. Al centre s'obre una porta disposada obliquament respecte al mur. La muralla interior, de carreus petits, està reforçada per cinc torres. Els accessos n'eren dos, situats al costat de la segona torre i entre la tercera i la quarta, i obligaven també els agressors a fer un llarg recorregut al descobert.
Àgios Andreas, a Sifnos, presenta sorprenents analogies amb Khalandrianí, amb una tècnica de construcció perfeccionada.

### Les ciutats dels morts

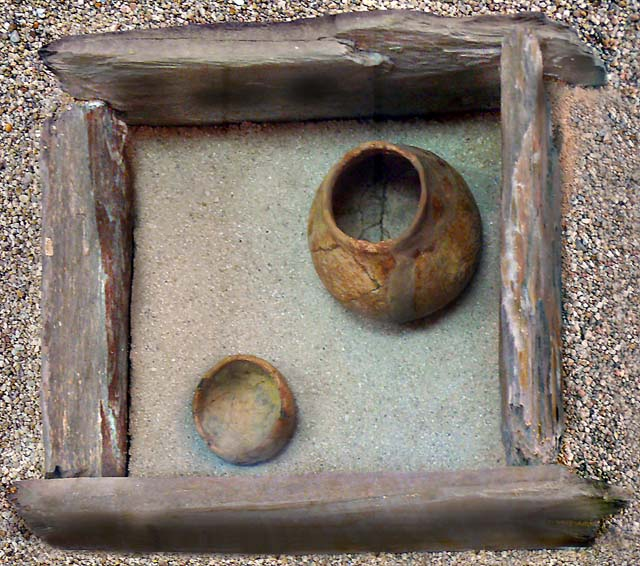
Reconstrucció d'una tomba en forma de cista

Exceptuant les de l'illa de Siros, les tombes ciclàdiques són del tipus de cista. S'excaven a poca profunditat als pendents dels turons, de vegades fins i tot a la vora del mar, i tenen forma trapezoidal, amb els costats revestits de lloses planes. La cobertura és feta també amb pedres sense tallar, mentre que el sòl és de pedra, còdols o, senzillament, terra piconada. Són de dimensions reduïdes, de no més d'1,20 m de longitud. Una altra característica és que abunden les tombes múltiples, probablement de membres d'una mateixa família, en què se superposen les sepultures.
Les tombes de Siros, en canvi, són molt diferents. Són petites tombes que tenen una cambra, amb parets de pedra seca; les filades van aproximant-se cap a dins fins a formar una falsa volta, que a la part superior es tanca amb una gran llosa de pedra amb un pes que dona solidesa al conjunt. Com a detall curiós, cal observar que aquestes tombes tenen una obertura que comunica amb l'exterior, de la qual no se'n sap la funció, ja que les dimensions no permeten el pas d'un cos humà. Possiblement, es destinava a ritus funeraris.
A propòsit d'aquests ritus, a les tombes de cista, el cos del difunt, o els cossos quan eren diversos, es disposava recolzat sobre el costat dret, amb els genolls doblegats cap al pit i l'avantbraç portat cap al cap; és per això que són enterraments reduïts.

### Pràctiques religioses
L'escassetat de troballes arqueològiques fa que sapiguem molt poca cosa de les pràctiques religioses dels pobles ciclàdics. Mentre que a Creta s'han trobat nombrosos llocs de culte, a les Cíclades només en coneixem un. Al port de Minoa, a l'illa d'Amorgos, sota una gran massa de roca, s'han trobat fragments de ceràmica i alguns gots sencers. Sembla que en temps remots va haver-hi una gruta o balma. A prop, en una altra balma, s'hi han trobat també moltes restes ceràmiques. Les excavacions dirigides per Tsuntas en aquesta zona van revelar l'existència de fosses semblants plenes de trossos de ceràmica. En una d'aquestes, el mateix arqueòleg va descobrir, a més a més, un cert nombre de vasos més o menys complets, alguna peça en forma de fus i trossos d'obsidiana. Molts gots contenien estelles d'os, sovint ennegrides i calcinades, i dents d'ovella, de cabra o de bou.
El descobriment d'aquests dipòsits de vasos sota les roques o en anfractuositats del terreny, d'una banda, i la completa absència de necròpolis als voltants, de l'altra, suggereixen que ens trobem en un lloc sagrat a l'aire lliure. Pot ser que es tracti d'un d'aquells indrets sagrats on, durant les cerimònies d'ofrena, s'encenien grans fogueres. Després d'una invocació màgica, s'hi llançaven animals immolats, potser encara vius i tot. I després, quan el foc començava a llanguir, s'hi llançaven objectes votius. Les cendres, barrejades amb els ossos i els exvots, eren dipositades finalment dins la balma, de manera que quedessin en contacte amb la roca, la qual, al seu torn, no era sinó una part del cos de la dea mare, la divinitat més important dels pobles ciclàdics.

### Navegants experts

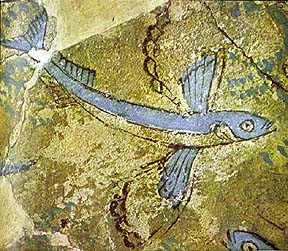
Peix volador, cultura de Filakopí

Del fet que la major part d'objectes provinguin d'un nombre reduït de tombes, mentre que en moltes d'aquestes només n'hagin aparegut un o dos de mitjana, es pot deduir que el poble ciclàdic havia esdevingut una societat amb diferenciació social, en la qual destacaven determinats grups i persones. Hi havia rics o notables que es podien permetre un aixovar funerari d'acord amb el seu rang, mentre que els pobres havien d'acontentar-se amb un ídol, un atuell o un senzill ornament. Aquesta hipòtesi és corroborada per un altre indici, com és el de l'aparició dins les tombes d'objectes usats: atuells amb restes deixades per líquids o menjar, capsetes amb tapadores que no els corresponen, etc. Alguns estudiosos han deduït de tot plegat que les famílies pobres compraven per als difunts un aixovar literalment de segona mà.
Això és el que revelen les troballes sobre l'estructura social d'aquella gent. Algunes altres fan referència a la vida econòmica. És possible afirmar que es tractava d'un poble d'agricultors, pastors i artesans, però que també tenia la mirada posada al mar: en la pesca i la navegació. Que pescaven ho proven tant el descobriment d'alguns hams de bronze com la decoració de certs gots de terracota en què apareixen homes que porten un peix a cada mà.
I pel que fa a la navegació, només cal citar altres decoracions ceràmiques en què veiem representades naus d'una certa grandària, capaces de servir per a les més audaces exploracions. De fet, sembla que la gent de mar de les Cíclades no es van limitar a comerciar amb la veïna Creta, el Peloponès i l'Anatòlia, sinó que van arribar fins a les costes de Dalmàcia i Sardenya i, si més no durant el bronze mitjà, a partir del 2000 aC, fins a les Balears i la costa occitana, ja que en tots aquests llocs han aparegut objectes d'elaboració ciclàdica.
Per desgràcia, aquell poble que tenia nocions de numeració no va deixar documents escrits que permetin caracteritzar-lo amb més precisió.